# Stegastes sanctipauli
Stegastes sanctipauli är en fiskart som beskrevs av Lubbock och Edwards, 1981. Stegastes sanctipauli ingår i släktet Stegastes och familjen Pomacentridae. IUCN kategoriserar arten globalt som sårbar. Inga underarter finns listade i Catalogue of Life.